# Ad-Dardara
Ad-Dardara – wieś w Syrii, w muhafazie Al-Hasaka. W 2004 roku liczyła 705 mieszkańców.